# Combat Diary: The Marines of Lima Company
Pour plus de détails, voir Fiche technique et Distribution.
Combat Diary: The Marines of Lima Company est un film documentaire américain sorti en 2006 et réalisé par Michael Epstein. Ce documentaire relate le quotidien d'une unité de combat américaine engagée en Irak en 2005.

## Synopsis
La Lima Company, 3e bataillon du 25e régiment de Marines, est une unité de réserve de l'US Marine Corps basée à Columbus dans l'Ohio. Affectée en Irak en février 2005 et engagée à de nombreuses reprises dans les combats, elle fut l'unité américaine la plus durement touchée de la guerre en Irak, 23 Marines tombèrent au champ d'honneur. En mars 2005 elle fut déployée dans la province irakienne d'Al-Anbâr, près la frontière syrienne.
Dès leur départ du sol américain, le 28 février 2005, jusqu'à leur retour le 20 septembre 2005, les Marines ont filmé et photographié leur quotidien à l'aide d'appareils photos numériques personnels. La totalité des images ramenée d'Irak a été prise par les soldats eux-mêmes. Le documentaire regroupe ces images et y ajoute des interviews de soldats réalisées a posteriori, des témoignages des familles et le retour filmé de la compagnie à Columbus. Ces images, strictement personnelles à l'origine, n'étaient pas destinées à être diffusées. 
Le film s'inscrit en dehors de toute vision pamphlétaire ou partisane comme l'ont pu être d'autres documentaires traitant de la guerre d'Irak. Lors d'une interview, le réalisateur précisa : "Les événements sont relatés par les marines eux-mêmes. Nous voyons la guerre, littéralement, à travers leurs yeux. C'est ce qui rend le documentaire si particulier. (...) Notre job n'était pas de dire à tout le monde ce que nous pensions de la guerre en Irak. (...) Nous avons senti qu'une histoire importante devait être dite, une qui n'a rien à voir avec des vues politiques partisanes".

## Fiche technique
- Titre : Combat Diary: The Marines of Lima Company
- Réalisation : Michael Epstein
- Studio: A&E Home Video
- Format : Couleur, NTSC
- Pays de production :  États-Unis
- Durée : 91 minutes
- Première diffusion télévisuelle : 
  - États-Unis : A&E Network : 25 mai 2006
- Date de sortie du DVD : 
  - États-Unis : 26 septembre 2006

## Récompenses
- Nomination aux Emmy Awards de 2006.